# Magnitude sísmica
As escalas de magnitude sísmica são usadas para descrever a força geral ou “tamanho” de um terremoto. Estas são diferenciadas das escalas de intensidade sísmica que categorizam a intensidade ou gravidade do tremor do solo (tremor) causado por um terremoto em um determinado local. As magnitudes são geralmente determinadas a partir de medições das ondas sísmicas de um terremoto, conforme registradas em um sismograma. As escalas de magnitude variam de acordo com o aspecto das ondas sísmicas que são medidas e como são medidas. Diferentes escalas de magnitude são necessárias devido às diferenças nos terremotos, às informações disponíveis e aos propósitos para os quais as magnitudes são usadas.

## Magnitude do terremoto e intensidade do tremor de solo

Mapa isosssêmico para o terremoto de Illinois de 1968. A distribuição irregular do tremor decorre de variações de geologia e/ou condições do solo.

A crosta terrestre é estressada por forças tectônicas. Quando esse estresse se torna grande o suficiente para romper a crosta, ou para superar o atrito que impede que um bloco de crosta passe por outro, a energia é liberada, parte dela na forma de vários tipos de ondas sísmicas que causam tremores no solo, ou tremores.
A magnitude é uma estimativa do "tamanho" relativo ou da força de um terremoto e, portanto, seu potencial para causar tremores de terra. Está "aproximadamente relacionado com a energia sísmica libertada".
A intensidade refere-se à força ou força de agitação em um determinado local, e pode estar relacionada ao pico de velocidade do solo. Com um mapa isossêmico das intensidades observadas (ver ilustração) a magnitude de um terremoto pode ser estimada a partir da intensidade máxima observada (geralmente, mas nem sempre perto do epicentro), e da extensão da área onde o terremoto foi sentido.
A intensidade do tremor de solo local depende de vários fatores, além da magnitude do terremoto, sendo um dos mais importantes as condições do solo. Por exemplo, camadas espessas de solo mole (como enchimento) podem amplificar ondas sísmicas, muitas vezes a uma distância considerável da fonte, enquanto bacias sedimentares frequentemente ressoam, aumentando a duração do tremor. É por isso que, no terremoto de Loma Prieta de 1989, o distrito de Marina de São Francisco foi uma das áreas mais danificadas, embora estivesse a quase 100 km do epicentro. As estruturas geológicas também foram significativas, como onde as ondas sísmicas que passavam sob o extremo sul da Baía de São Francisco refletiam da base da crosta terrestre em direção a São Francisco e Oakland. Um efeito semelhante canalizou ondas sísmicas entre as outras grandes falhas na área.

## Escalas de magnitude

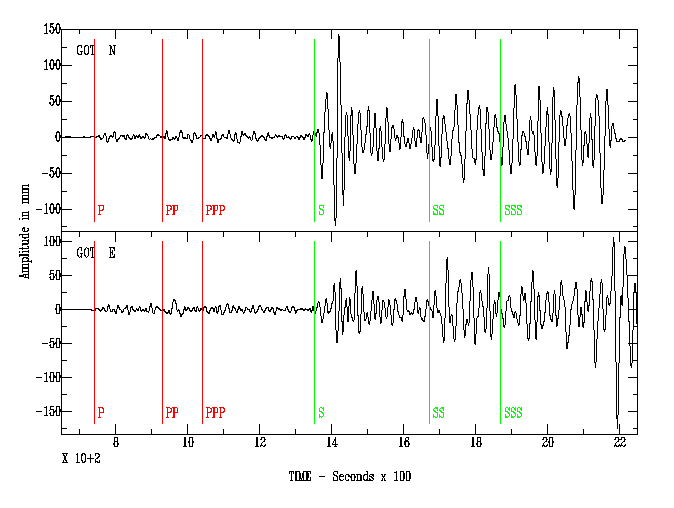
Sismograma típico. As ondas P compressivas (seguindo as linhas vermelhas) – essencialmente som que passa pela rocha – são as ondas sísmicas mais rápidas, e chegam primeiro, normalmente em cerca de 10 segundos para um terremoto a cerca de 50 km de distância. As ondas S que tremem lateralmente (seguindo as linhas verdes) chegam alguns segundos depois, viajando um pouco mais da metade da velocidade das ondas P; O atraso é uma indicação direta da distância até o terremoto. As ondas S podem levar uma hora para chegar a um ponto a 1 000 km de distância. Ambos são ondas corporais, que passam diretamente pela crosta terrestre. Seguindo as ondas S existem vários tipos de ondas de superfície – ondas de amor e ondas de Rayleigh – que viajam apenas na superfície da Terra. As ondas de superfície são menores para terremotos profundos, que têm menos interação com a superfície. Para terremotos rasos – a menos de 60 km de profundidade – as ondas de superfície são mais fortes, podendo durar vários minutos; estes carregam a maior parte da energia do terremoto e causam os danos mais graves.

Um terremoto irradia energia na forma de diferentes tipos de ondas sísmicas, cujas características refletem a natureza tanto da ruptura quanto da crosta terrestre pela qual as ondas viajam. A determinação da magnitude de um terremoto geralmente envolve a identificação de tipos específicos dessas ondas em um sismograma e, em seguida, a medição de uma ou mais características de uma onda, como seu tempo, orientação, amplitude, frequência ou duração. Ajustes adicionais são feitos para distância, tipo de crosta e as características do sismógrafo que registrou o sismograma.
As várias escalas de magnitude representam diferentes maneiras de derivar magnitude a partir de tais informações disponíveis. Todas as escalas de magnitude mantêm a escala logarítmica como concebida por Charles Richter, e são ajustadas para que a escala média se correlacione aproximadamente com a escala "Richter" original.
A maioria das escalas de magnitude são baseadas em medições de apenas parte do trem de ondas sísmicas de um terremoto e, portanto, são incompletas. Isso resulta em subestimação sistemática da magnitude em certos casos, uma condição chamada saturação.
Desde 2005 a Associação Internacional de Sismologia e Física do Interior da Terra (IASPEI) padronizou os procedimentos de medição e equações para as principais escalas de magnitude, ML, Ms, mb, mB e mbLg.

### Escala demagnitude de momento(Mw)
Atualmente, a tendência é medir a magnitude com base no momento sísmico, que representa uma medida com significado físico. É, portanto, uma medida menos consistente do tamanho de um terremoto e deu lugar à definição de uma nova escala baseada no momento sísmico (Kanamori, 1977), denominada escala de magnitude de momento (Moment magnitude scale) ou MMS, que substituiu a escala Richter.
O momento sísmico pode ser relacionado com os parâmetros da falha, através da relação de Aki (1966),
{\displaystyle \mathbf {Mo} ={\mu }S\mathbf {D} } ´
onde μ é o módulo de rigidez, S é a área da falha e D é o deslocamento médio sobre o plano da falha.

### Escala de Richter(ML)
Foi uma escala muito usada e descontinuada. A magnitude de um sismo pode ser quantificada pela escala de Richter e está relacionada com a energia libertada durante o sismo, sendo expressa pela fórmula matemática estabelecida em 1935 por Beno Gutenberg e Charles Francis Richter:
log E = 11,4 + 1,5 M
em que E é a energia liberada (em ergs) e M a magnitude do terramoto.
O incremento de uma unidade nesta escala corresponde a um aumento de dez vezes na amplitude da onda sísmica e de cerca de 32 vezes na energia libertada durante o sismo.

### Outras escalas
Existem várias escalas de magnitude usadas para quantificar a energia liberada por um terremoto, exemplos:
1. Escala de Magnitude de Onda de Superfície (Ms): Essa escala é baseada nas ondas de superfície, que são geralmente as mais longas e podem percorrer grandes distâncias.
2. Escala de Magnitude de Onda Corporal (Mb): É baseada nas ondas P e S, que são ondas que viajam através do interior da Terra.
3. Escala de Magnitude de Duração (Md): Calculada com base na duração do tremor, essa escala é frequentemente usada para terremotos menores.
4. Escala de Energia Sísmica (Es): Essa escala mede a energia total liberada por um terremoto.

Cada escala tem suas particularidades e aplicações, dependendo do tamanho do terremoto, da distância entre o epicentro e a estação sismográfica, e das características do solo. Entre elas, a Escala de magnitude de momento (Mw) é considerada a mais abrangente e precisa para avaliar a energia liberada por terremotos de todos os tamanhos.